# Мала Березівка (Світловодський район)
Мала Березівка (Леонтьєвка; Лекарівка) — колишній населений пункт Захарівської сільської ради Світловодського району Кіровоградської області.

## Стислі відомості
В часі Голодомору 1932—1933 років нелюдською смертю померло 105 людей. 1933 року до складу Захарівської сільської ради входило чотири села: Захарівка, Мала Березівка, Медерове, Лазаропіль. За даними краєзнавця Олександра Олексенка, на території сільради 1932 року проживало близько 700 осіб. В часі Голодомору загинуло 428 осіб. За свідченнями очевидців більшість жертв Голодомору в Захарівці поховано у братській могилі на старому кладовищі. Трупи жертв вивозили спеціальні робітники — за що їм видавали пайок. Місце поховання розташоване на території хутора Романівка.
Уродженцем села є Леонтьєв Микола Степанович (1862—1910) — ефіопський граф Абай, військовий і політичний діяч, дослідник Ефіопії, організатор абіссінської армії. Започаткував дипломатичні відносини Росії з Ефіопією.